# Bhalariya
Bhalariya là một thị trấn thống kê (census town) của quận Udaipur thuộc bang Rajasthan, Ấn Độ.

## Nhân khẩu
Theo điều tra dân số năm 2001 của Ấn Độ, Bhalariya có dân số 6530 người. Phái nam chiếm 53% tổng số dân và phái nữ chiếm 47%. Bhalariya có tỷ lệ 83% biết đọc biết viết, cao hơn tỷ lệ trung bình toàn quốc là 59,5%: tỷ lệ cho phái nam là 87%, và tỷ lệ cho phái nữ là 79%. Tại Bhalariya, 10% dân số nhỏ hơn 6 tuổi.